# 2025 في الكويت
تعرض المقالة أحداث 2023 في الكويت.

## المناصب
| الصورة | المنصب       | الاسم                       |
| ------ | ------------ | --------------------------- |
|        | أمير الكويت  | مشعل الأحمد الجابر الصباح   |
|        | رئيس الوزراء | أحمد عبد الله الأحمد الصباح |

## العطل الرسمية
المصدر:
- 1 يناير – الأحد – رأس السنة الميلادية
- 30 يناير – الإسراء والمعراج
- 25 فبراير – العيد الوطني
- 26 فبراير – الأحد – يوم التحرير
- 30 مارس – 1 أبريل – عيد الفطر
- 5 يونيو – يوم عرفة
- 6–9 يونيو – عيد الأضحى
- 26 يونيو – رأس السنة الهجرية
- 4 سبتمبر – المولد النبوي الشريف

## الأحداث

### يناير
- 20 يناير – شركة نفط الكويت تعلن عن اكتشاف كميات تجارية كبيرة من الموارد الهيدروكربونية في حقل الجليعة البحري داخل المياه الإقليمية الكويتية، وهو ثاني اكتشاف من نوعه في المنطقة البحرية للكويت.[3][4]

### فبراير
- 4 فبراير – تعيين الشيخ عبد الله علي العبد الله السالم الصباح وزيراً للدفاع.[5][6]

### مارس
- 8 مارس – تعليق جميع الرحلات الجوية من وإلى الكويت مؤقتًا لأسباب غير معلنة.[7]
- 12 مارس – إطلاق سراح ستة أمريكيين موقوفين في الكويت بتهم تتعلق بالمخدرات، وعودتهم إلى الولايات المتحدة عقب زيارة المبعوث الأمريكي الخاص آدم بوهلر.[8]
- 16 مارس – الكويت تلغي المادة 153، منهيةً العمل بتخفيف العقوبة في ما يُعرف بـ"جرائم الشرف"، كما تم رفع سن الزواج القانوني إلى 18 عامًا لكلا الجنسين.[9]
- 24 مارس – فضيحة كبرى في سحوبات الجوائز تكشف عن تلاعب في السحوبات، وفائزين مختارين مسبقًا، وغياب الشفافية. وزارة الداخلية تعلن القبض على المتورطين الرئيسيين، بما في ذلك مديرة السحب في وزارة التجارة، والفائزة الوهمية وزوجها.[10]

### أبريل
- 16 أبريل – الكويت تستضيف الاجتماع الوزاري الثالث بين آسيا الوسطى ومجلس التعاون الخليجي.[11]
- 22 أبريل – الكويت تبدأ تنفيذ قانون مرور جديد.[12]
- 30 أبريل – إطلاق سراح عشرة أمريكيين موقوفين في الكويت بتهم متنوعة، وعودتهم إلى الولايات المتحدة.[13]

### يونيو
- 1 يونيو – مصرع خمسة أشخاص في حريق اندلع داخل بناية سكنية في منطقة الرقعي.[14]

### أغسطس
- 14 أغسطس – مقتل ما لا يقل عن 23 شخصًا وتسمم 147 آخرين نتيجة تناول كحول مغشوش، واعتقال ما لا يقل عن 63 مشتبهًا في صلتهم بالحادثة.[15]

## وفيات
- 2 يناير – عبد العزيز الحداد (74 عاماً)، ممثل ومخرج.[16]
- 23 مارس – خالد الجار الله (78 عاماً)، دبلوماسي ووكيل وزارة الخارجية (1999–2021).[17][18]
- 26 مايو – وليد الجاسم (65 عاماً)، لاعب كرة قدم.
- 14 يونيو – حسين القطان (98 أو 99 عاماً)، ممثل.
- 1 يوليو – بدر اليعقوب (79 عاماً)، سياسي.
- 8 أغسطس – محمد المنيع (95 عاماً)، ممثل.